# Earias citrinoides
Earias citrinoides är en fjärilsart som beskrevs av Embrik Strand 1917. Earias citrinoides ingår i släktet Earias och familjen trågspinnare. Inga underarter finns listade i Catalogue of Life.